# Melanitis kajelana
Melanitis kajelana är en fjärilsart som beskrevs av Hans Fruhstorfer 1908. Melanitis kajelana ingår i släktet Melanitis och familjen praktfjärilar. Inga underarter finns listade i Catalogue of Life.